# Pabst (Band)
Pabst ist eine deutsche Indie-Rock-Band aus Berlin. Sie vereint stilistisch eine Mischung aus Indie, Garagerock, Grunge, Stoner Rock und Noise Pop. Ihre Texte sind ausschließlich auf Englisch verfasst.

## Geschichte
Zunächst von Sänger und Gitarrist Erik Heise und Schlagzeuger Tore Knipping, die zuvor bereits in verschiedenen Projekten zusammen Musik gemacht hatten, 2016 gegründet, komplettierte sich das Line-Up mit Bassist Tilman Kettner noch im selben Jahr. Ihre erste EP Skinwalker, die noch als Duo aufgenommen wurde, erschien 2016 bei dem Berliner Indie-Label Crazysane Records. Nach einigen Konzerten in Deutschland und der Schweiz, wurde die Band 2017 für den Anchor-Award des Reeperbahn Festivals nominiert. Im Sommer 2018 erschien ihr Debütalbum Chlorine, welches von der Presse, vor allem in Bezug auf den international klingenden Sound der Band, überwiegend positiv besprochen wurde.

„[Pabst zeigen], dass sie auch abseits von Uptempo große Songs schreiben können. Und dabei keineswegs nur wie eine weitere englischsprachige Band aus Deutschland klingen.“

„Es sollte mit dem Teufel zugehen, wenn dieses Trio nicht schon bald internationale Beachtung erfährt.“

„Chlorine ist die perfekte Platte für einen Sommer, der nicht im Bilderbuch steht.“

Es folgte eine erste Headline-Tour durch Deutschland, sowie 2019 eine gemeinsame Tour mit der Berliner Band Odd Couple. 2018 und 2019 spielte die Band Support-Shows für Drangsal, Bob Mould, Shonen Knife, Leoniden und Kadavar, sowie viele Festivals, vor allem in Deutschland und den angrenzenden Ländern. Im Dezember 2019 spielten Pabst, auf Einladung von Rapper Casper, bei dessen Zurück Zuhause Festival. Insgesamt kann die Band bisher weit über 100 Konzerte verbuchen.
Am 19. Juni 2020 veröffentlichte die Band ihr zweites Album DEUCE EX MACHINA, über das eigens dafür gegründete Label Ketchup Tracks. Das Album wurde von Moses Schneider produziert.

## Diskografie
Alben

| Jahr | Titel Musiklabel                                  | Höchstplatzierung, Gesamtwochen, AuszeichnungChartsChartplatzierungen (Jahr, Titel, Musiklabel, Platzierungen, Wochen, Auszeichnungen, Anmerkungen) | Anmerkungen                             |
| Jahr | Titel Musiklabel                                  | DE | Anmerkungen                             |
| ---- | ------------------------------------------------- | --- | --------------------------------------- |
| 2018 | Chlorine Crazysane Records                        | — | Erstveröffentlichung: 6. Juli 2018      |
| 2020 | Deuce Ex Machina Ketchup Tracks                   | DE67 (1 Wo.)DE | Erstveröffentlichung: 19. Juni 2020     |
| 2022 | Crushed by the Weight of the World Ketchup Tracks | DE18 (1 Wo.)DE | Erstveröffentlichung: 2. September 2022 |
| 2023 | 1, 2, 3, Go Ketchup Tracks                        | — | Erstveröffentlichung: 12. Mai 2023      |

EPs
- 2016: Skinwalker (Crazysane Records)

Split-Veröffentlichungen
- 2017: Exciter / Dealbreaker (Split-7" mit Autisti, Crazysane Records)
- 2019: Forever OK / Goldener Reiter (Split 7" mit Odd Couple)